# Lyon OU
Lyon OU, LOU Rugby of voluit Lyon olympique universitaire, is een sportclub uit het Franse Lyon. De uit 1896 als racing club de Lyon opgerichte vereniging is in 1932 en 1933 kampioen van Frankrijk geweest in de Top 14.